# Dorothy C. Bay
Dorothy C. Bay ( 1962) es una botánica, curadora, y exploradora estadounidense, que realizó expediciones botánicas a Colombia, asociada con su colega Thomas B. Croat (1938-). Trabaja académicamente en el Jardín Botánico de Misuri, y en la Universidad Estatal del sur de Misuri.
Obtuvo su Ph.D. en la Universidad de St. Louis. Y es especialista en sistemática de Araceae tropicales, conservación y restauración de áreas naturales, y enfoques multidisciplinarios para la investigación de campo.

## Algunas publicaciones
- thomas b. Croat, dorothy c. Bay, emily d. Yates. 2008. New Species of Philodendron (Araceae) from Bajo Calima, Colombia. ISSN 1055-3177 Novon 18 (4): 429-452

- 1995. Thermogenesis in the Aroids. Aroideana 18: 32-38
- La abreviatura «D.C.Bay» se emplea para indicar a Dorothy C. Bay como autoridad en la descripción y clasificación científica de los vegetales.[4]